# Îles Vierges des États-Unis aux Jeux olympiques d'hiver de 2006
 (février 2024).
Si vous disposez d'ouvrages ou d'articles de référence ou si vous connaissez des sites web de qualité traitant du thème abordé ici, merci de compléter l'article en donnant les références utiles à sa vérifiabilité et en les liant à la section « Notes et références ».
Les Îles Vierges des États-Unis devaient être représentée aux Jeux olympiques d'hiver de 2006 par une seule athlète, la lugeuse Anne Abernathy.
À la suite d'une chute lors d'un entraînement, la doyenne des Jeux (52 ans) s'est fracturé la main. Elle n'était évidemment pas au départ de l'épreuve de luge. La porte drapeau de sa délégation est toutefois considérée comme une athlète à part entière de ces Jeux olympiques.